# Zlati rakci (film)
Zlati rakci (francosko Le crabe aux pinces d'or) je belgijski stop motion celovečerni film iz leta 1947, ki ga je produciral Wilfried Bouchery za Claudeja Misonneja in temelji na stripu istega naslova iz serije stripov Tintin in njegove pustolovščine karikaturista Hergéja. To je bila prva Tintinova zgodba, ki je bila prilagojena v film in skoraj natančno sledi zgodbi stripa.
Sledili sta le dve gledališki projekciji filma; prva je bila v kinu ABC 11. januarja 1947 za skupino posebej povabljenih gostov, drugi pa je bil v javnosti prikazan 21. decembra istega leta, preden je Bouchery razglasil bankrot in pobegnil v Argentino. Vso opremo so zasegli, kopija filma pa je trenutno shranjena v belgijski Cinémathèque Royale. Kopija je na voljo za ogled članom kluba Tintin.

## Zgodba
Tintin se znajde v skrivnosti utopljenega človeka, pločevinke rakovega mesa, ime ladje, imenovane Karabudžan, pa je napisano na kos papirja znotraj utopljenčevih žepov. Po preiskavi ladje Tintin odkrije, da pošiljka kositrnih pločevink ne vsebuje mesa, temveč droge. Potem ko je spoznal senčni posel ladje, Tintin postane ujetnik na ladji, ki je že izplula iz pristanišča. Edini način, da Tintin pobegne, je tako, da se z reševalnim čolnom odpravi na suho zemljo, in edina oseba, ki mu lahko pomaga, je ladijski opiti kapitan po imenu Haddock, ki je edini na krovu, ki se ne zaveda, da mu njegova posadka tik pred nosom preprodaja mamila. 

## Izdaja in DVD
Fox Pathe Europa je 14. maja 2008 objavila film na PAL DVD-ju v Franciji.